# Munkás Naptár
Munkás Naptár A romániai magyarság körében munkásnaptárak is napvilágot láttak és munkásszínpadok is létesültek a két világháború közt.
1. Megjelent 1924-ben Bukarestben Colţan János szerkesztésében.
2. A Szociáldemokrata Párt és a Munkás Athenaeum kiadásában Kolozsvárt 1935 és 1940 között kiadott naptár, amelyet az 1938-ban alakult és a munkásegységfrontot képviselő Forradalmi Írók Munkaközössége mintegy irodalmi évkönyvvé alakított az 1939-es és 1940-es megjelenés alkalmából.
3. Munkásszínpad – az 1928-ban Kolozsvárt alakult Munkás Segély jótékony célú szervezet kísérlete olyan műkedvelő előadások rendezésére, melyek anyagi alapot nyújtanak elszegényedett vagy bebörtönzött dolgozók támogatására, s egyben nevelő értékű darabokkal helyettesítik a selejtes szórakoztató előadásokat a szakszervezeti munkásság közéletében. Első fellépése Becsky Andor avantgárd felépítésű Láz c. darabjának bemutatása volt egy borlerakatban hevenyészett színpadon. Az előadás jelképes eszközökkel, de erős elvontságával inkább csak az értelmiségiek sorában keltett feltűnést. Folytatásképpen önállósult a Stúdió színpad, ahol egy újabb Becsky-féle avantgárd darab, a Gyémányrabszolgák került bemutatásra s még inkább csak az érdeklődő irodalombarát polgárság elismerését váltotta ki. Gaál Gábor a munkásszínpad eme fajtáját üdvözölte ugyan, de kifogásolta a formai csináltságot: "a mozgásnak és a szónak valami rafinált és túlértékelt keverésé"-t egyszerű kifejezés helyett. A munkásszínpad előadásait több-kevesebb sikerrel megismételték a külvárosokban.